# Монарёв, Роман Геннадьевич
Рома́н Генна́дьевич Монарёв (укр. Роман Геннадійович Монарьов; род. 17 января 1980, Кировоград) — украинский футболист и тренер. В прошлом — нападающий. 17 апреля 2009 года получил российское гражданство.

## Карьера
Воспитанник кировоградской футбольной школы. В 18 лет получил приглашение от тренера владикавказской «Алании» Николая Латыша. Сыграл в том сезоне всего 4 игры, после чего был выставлен на трансфер. Вернулся на Украину, выступал за криворожский «Кривбасс» и киевских армейцев. В 2001 году, по приглашению Евгения Гинера, перешёл в московский ЦСКА. Завоевав серебряные медали первенства 2002 года, в 2003 году был отдан в аренду в «Торпедо-Металлург», играя за который не пропустил ни одного матча. В следующем году вновь возвратился на родину, на этот раз в столичный «Арсенал», после чего непродолжительное время выступал за казахстанский «Женис».
В 2005 году перешёл в клуб первого российского дивизиона «КАМАЗ». Клуб из Набережных Челнов едва не решил задачу выхода в премьер-лигу, а Монарёв с 18 мячами стал в том сезоне третьим бомбардиром дивизиона. Сыграв в 2006 году 6 игр и не отличившись ни разу, был отправлен в дубль «КАМАЗа». Летом сменил клуб, оказавшись в выступавшем в премьер-лиге «Луче-Энергии». На поле появлялся почти в каждом туре, но выходил в основном на замену минут на 20-30. В 2007 году отправился в ярославский «Шинник», решавший после вылета задачи скорого возвращения в Премьер-лигу. В итоге «Шинник» в сезоне 2007 занял первое место, а Роман Монарёв с 20 мячами вновь стал третьим среди бомбардиров дивизиона. В 2008 году первую половину сезона в основном выходил на последних минутах, с середины сезона стал получать гораздо больше игровой практики, но за весь чемпионат отличился всего трижды — все три мяча были забиты в ворота спартаковских команд Москвы и Нальчика. Гол, забитый Монарёвым в матче 26-го тура российской премьер-лиги со «Спартаком» (Нальчик), был признан лучшим голом чемпионата России 2008 года по версии телеканала «Спорт».
Участник Кубка УЕФА в составе «Кривбасса». В сезоне-1999/2000 забил гол итальянской «Парме» (2:3, 0:3), ворота которой защищал Джанлуиджи Буффон.
Выступал за молодежную (7 матчей, 3 гола) и юниорскую (9 матчей, 8 голов) сборные Украины. Участник отборочных турниров молодёжного чемпионата Европы-2002 и юниорского чемпионата Европы-1999.

### Тренерская карьера
В 2016 году назначен старшим тренером молодёжного состава родной «Звезды». 15 ноября того же года был назначен исполняющим обязанности главного тренера основной команды, а 11 мая 2017 года — главным тренером «Звезды». Под его руководством, в сезоне 2017/18 команда заняла 10-е место в чемпионате, а затем провалила стыковые игры против бронзового призёра первой лиги, черниговской «Десны», и вылетела из высшего дивизиона. В июне 2018 года подал в отставку.

## Достижения
- Серебряный призёр чемпионата России: 2002
- Обладатель Кубка России: 2001/02
- Бронзовый призёр Первого дивизиона России: 2005
- Победитель Первого дивизиона России: 2007